# Spáleniště (Dobruška)
Spáleniště (německy Brandhufen) je vesnice, část města Dobruška v okrese Rychnov nad Kněžnou. Nachází se asi 5,5 km na východ od Dobrušky. V roce 2009 zde bylo evidováno 67 adres. V roce 2001 zde trvale žilo 114 obyvatel.
Spáleniště je také název katastrálního území o rozloze 4,93 km2.

## Další fotografie

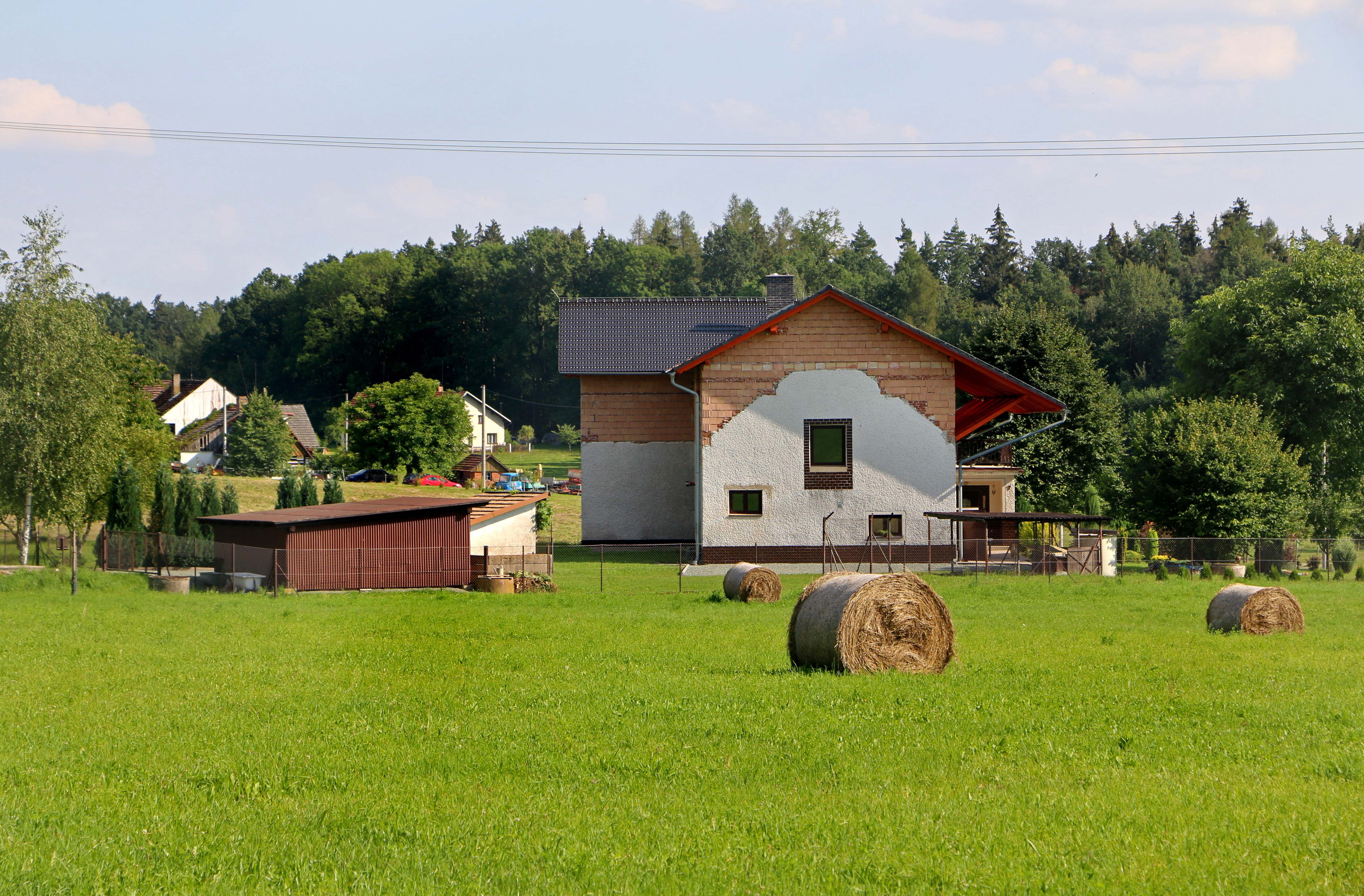
Dům čp. 7
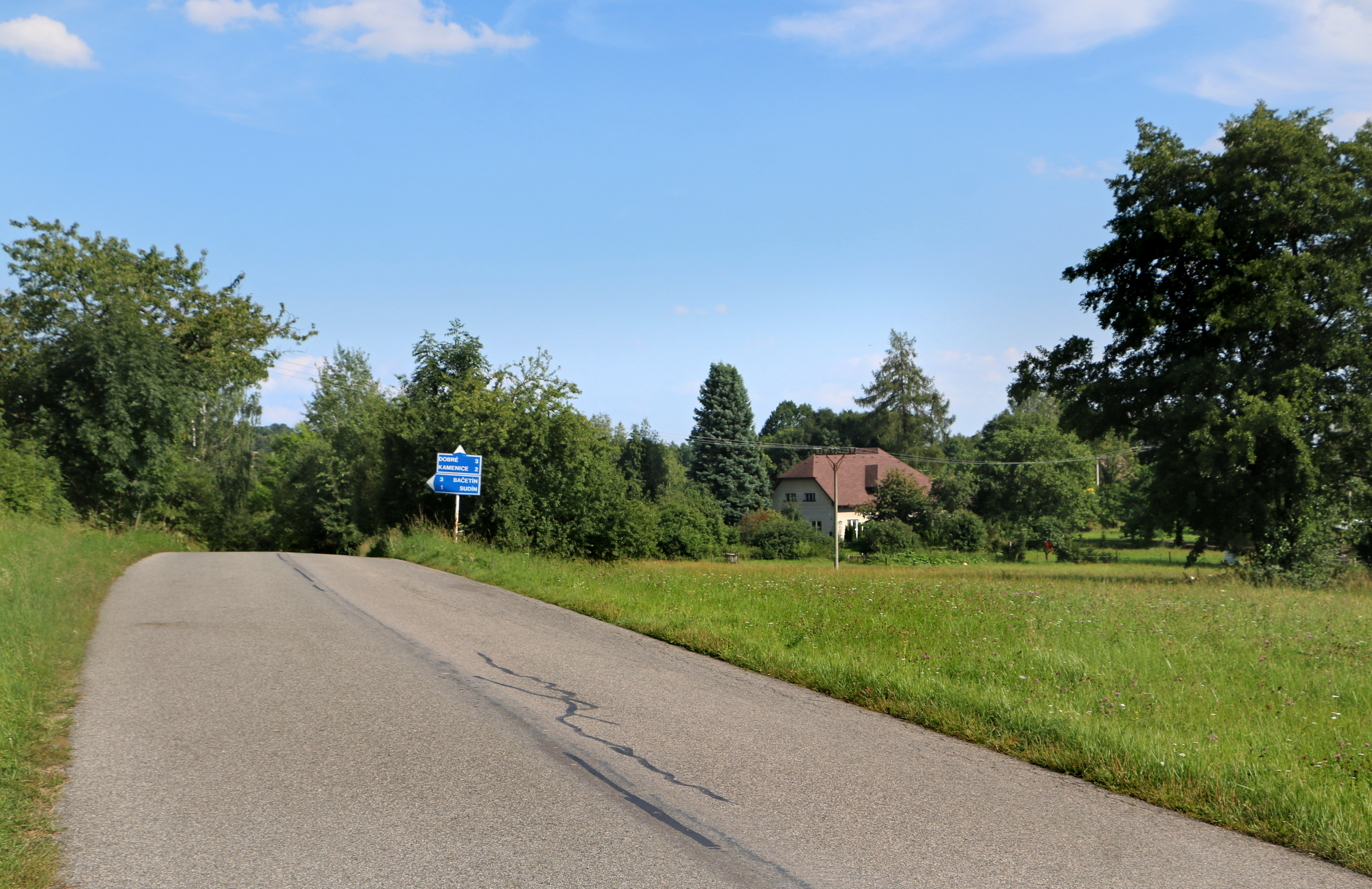
Silnice k obci Dobré
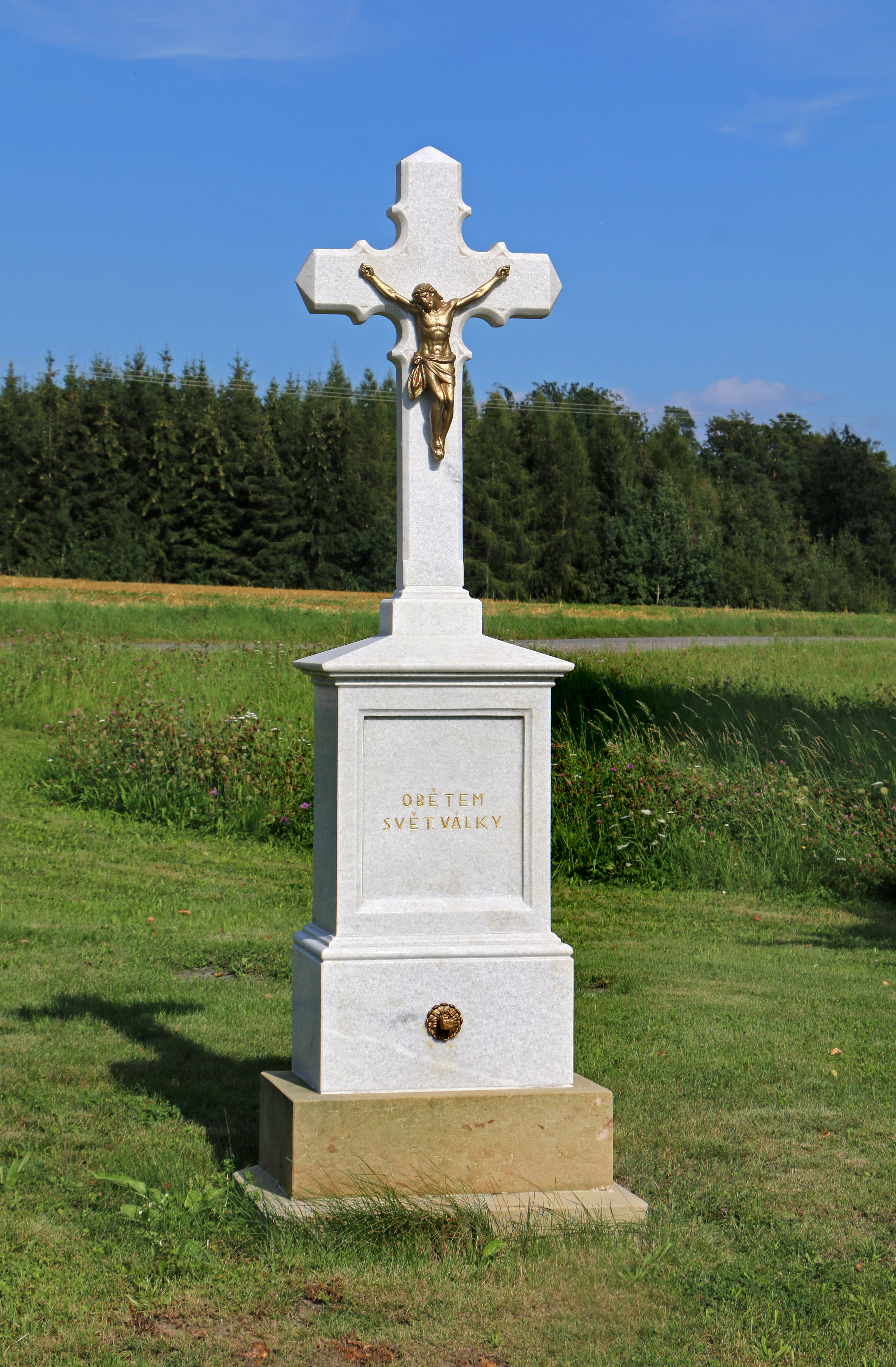
Kříž v Dolním Spáleništi